# Edwin Westfall
Edwin Vernon Westfall, dit Ed Westfall et surnommé Shadow, (né le 19 septembre 1940 à Belleville en Ontario au Canada) est un joueur professionnel canadien de hockey sur glace qui a joué 18 saisons dans la Ligue nationale de hockey avec les Bruins de Boston et les Islanders de New York de 1961 à 1979,. Notable en tant que spécialiste défensif, souvent chargé de taches défensives contre les meilleurs marqueurs des équipes adverses, Westfall joue la plus grande partie de sa carrière comme ailier droit même s'il joue un peu comme défenseur au début de sa carrière et comme centre vers la fin. Il est connu pour avoir été sur la glace et en couvrant la défensive droite pour Bobby Orr lorsqu'il marqua son légendaire flying goal lors de la finale de la Coupe Stanley 1970.

## Annexe
- (en) Cet article est partiellement ou en totalité issu de l’article de Wikipédia en anglais intitulé « Ed Westfall » (voir la liste des auteurs).